# کیت هاوی
کیت هاوی (انگلیسی: Kate Howey؛ زادهٔ ۳۱ مهٔ ۱۹۷۳) جودوکار اهل بریتانیا بود.